# Grevillea floripendula
Grevillea floripendula  es una especie de arbusto  del gran género  Grevillea perteneciente a la familia  Proteaceae. Es originaria del centro oeste de Victoria en Australia.

## Descripción
Crece hasta un metro de altura y 3 metros de ancho. La inflorescencia se suspende en una largo pedúnculo. Las flores individuales son de color verde-gris a púrpura-marrón y aparecen entre octubre y diciembre (mediados de primavera hasta principios de verano) en el rango de las especies nativas.

## Distribución
Grevillea floripendula se encuentra en los bosques secos esclerófilos en un área localizada en  Beaufort entre Waterloo y Ben Major Forest .

## Taxonomía
Grevillea floripendula fue descrita por Raymond Smith y publicado en Muelleria 4: 423. 1981.
Híbridos
Dos híbridos de esta especie han sido identificados:
- Grevillea Ben Major
- Grevillea Musical Gully[4]

Etimología
Grevillea, el nombre del género fue nombrado en honor de Charles Francis Greville, cofundador de la Royal Horticultural Society.